# 埃克塞爾西奧鎮區 (北達科他州基德縣)
埃克塞爾西奧鎮區（英語：Excelsior Township）是位於美國北達科他州基德縣的一個鎮區。

## 地方資料
埃克塞爾西奧鎮區的面積為93.48平方千米，當中陸地面積為92.13平方千米，而水域面積為1.34平方千米。根據2020年美國人口普查的數據，當地共有人口28人，而人口密度為每平方千米0.3人。